# Měrná tepelná kapacita
Měrná tepelná kapacita (ve starší literatuře též měrné teplo nebo specifické teplo) je množství tepla potřebného k ohřátí 1 kilogramu látky o 1 teplotní stupeň (1 kelvin nebo 1 stupeň Celsia), respektive představuje množství tepla {\displaystyle \mathrm {d} Q} vyvolávající u {\displaystyle m} kilogramů hmotnosti látky změnu teploty {\displaystyle \mathrm {d} T}:
{\displaystyle c={\frac {\mathrm {d} Q}{m\,\mathrm {d} T}}}.
Měrná tepelná kapacita je mírně teplotně závislá, proto je nutné u přesnějších hodnot uvádět, k jaké teplotě látky se vztahuje.

## Značení
- Značka: {\displaystyle c}
- Jednotka SI: Joule na kilogram a kelvin značka Jkg−1K−1, (dřívější alternativu joule na kilogram a stupeň Celsia, J/(kg °C) již dnešní normy nedoporučují)
- Zastaralé jednotky: kalorie na kilogram a stupeň Celsia cal/(kg °C)

## Vztah
Teplo potřebné k ohřátí tělesa o hmotnosti m o teplotu {\displaystyle {\Delta T}} lze vypočítat pomocí následujícího vztahu
{\displaystyle \Delta Q=mc\Delta T\,}
kde {\displaystyle {\Delta T}=T_{2}-T_{1}}, T1 je počáteční a T2 je konečná teplota tělesa, c je měrná tepelná kapacita látky daného tělesa.

## Vlastnosti
Hodnota měrné tepelné kapacity je závislá na teplotě. Pro větší teplotní intervaly se zavádí střední měrná tepelná kapacita {\displaystyle {\overline {c}}}.
K určování hodnot měrného tepla se využívá kalorimetrická rovnice.
U plynů se rozlišuje měrná tepelná kapacita při stálém tlaku, která se označuje {\displaystyle c_{p}}, a měrná tepelná kapacita při stálém objemu, která se označuje {\displaystyle c_{V}}. Vztah mezi těmito měrnými tepelnými kapacitami udává Poissonova konstanta a Mayerův vztah.

## Příklad hodnot
| Látka                        | c {\displaystyle \left[{\rm {J\cdot {kg}^{-1}\cdot K^{-1}}}\right]} |
| ---------------------------- | ------------------------------------------------------------------- |
| vodík                        | 14 304                                                              |
| voda                         | 4 180                                                               |
| vzduch (0 °C)                | 1 000                                                               |
| ethanol                      | 2 430                                                               |
| led                          | 2 090                                                               |
| olej                         | 2 000                                                               |
| absolutně suché dřevo (0 °C) | 1 450                                                               |
| železo                       | 450                                                                 |
| měď                          | 383                                                                 |
| zinek                        | 385                                                                 |
| hliník                       | 896                                                                 |
| platina                      | 133                                                                 |
| olovo                        | 129                                                                 |
| kyslík                       | 917                                                                 |
| cín                          | 227                                                                 |
| křemík                       | 703                                                                 |
| zlato                        | 129                                                                 |
| stříbro                      | 235                                                                 |